# Museum von Nabeul

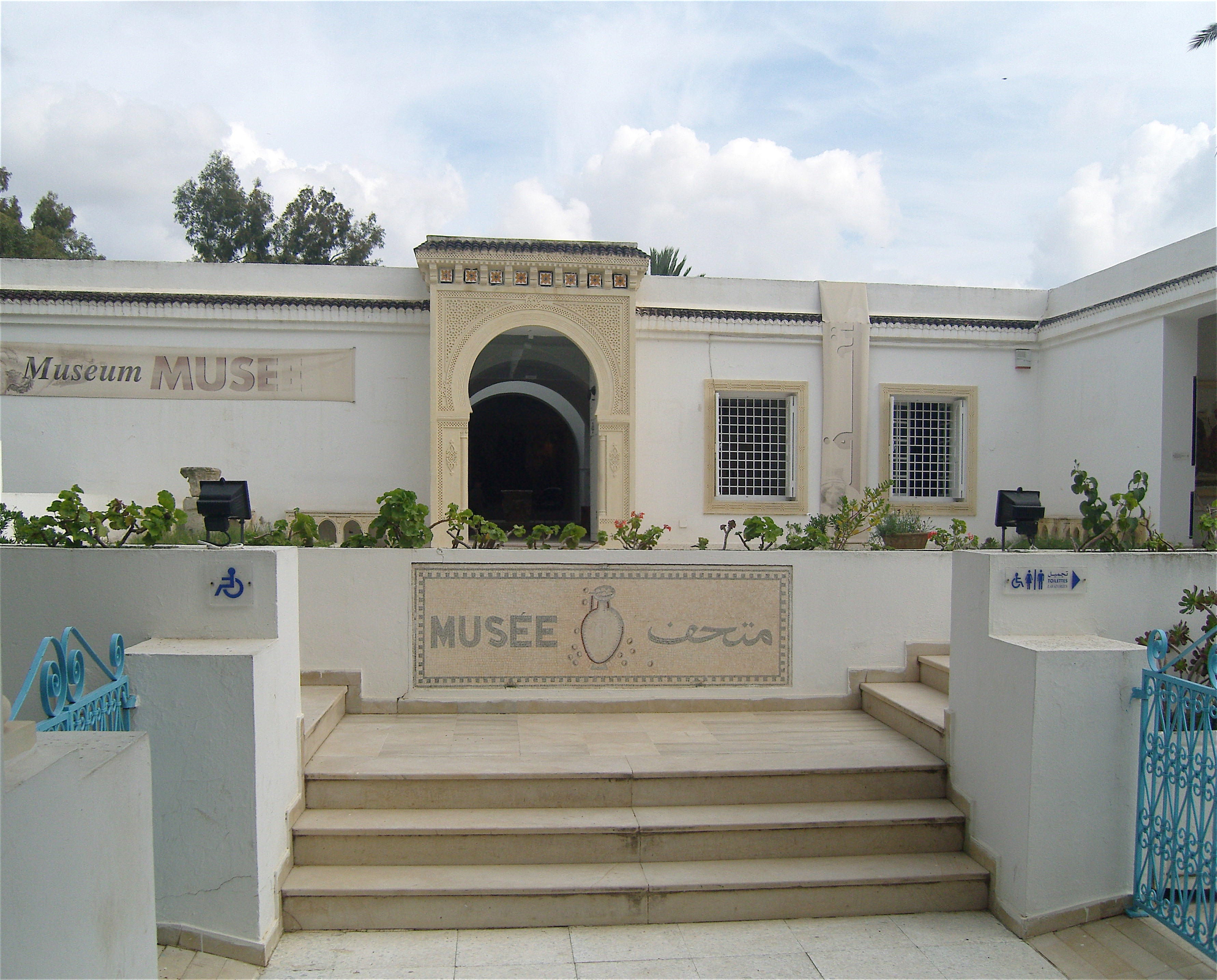
Museum von Nabeul

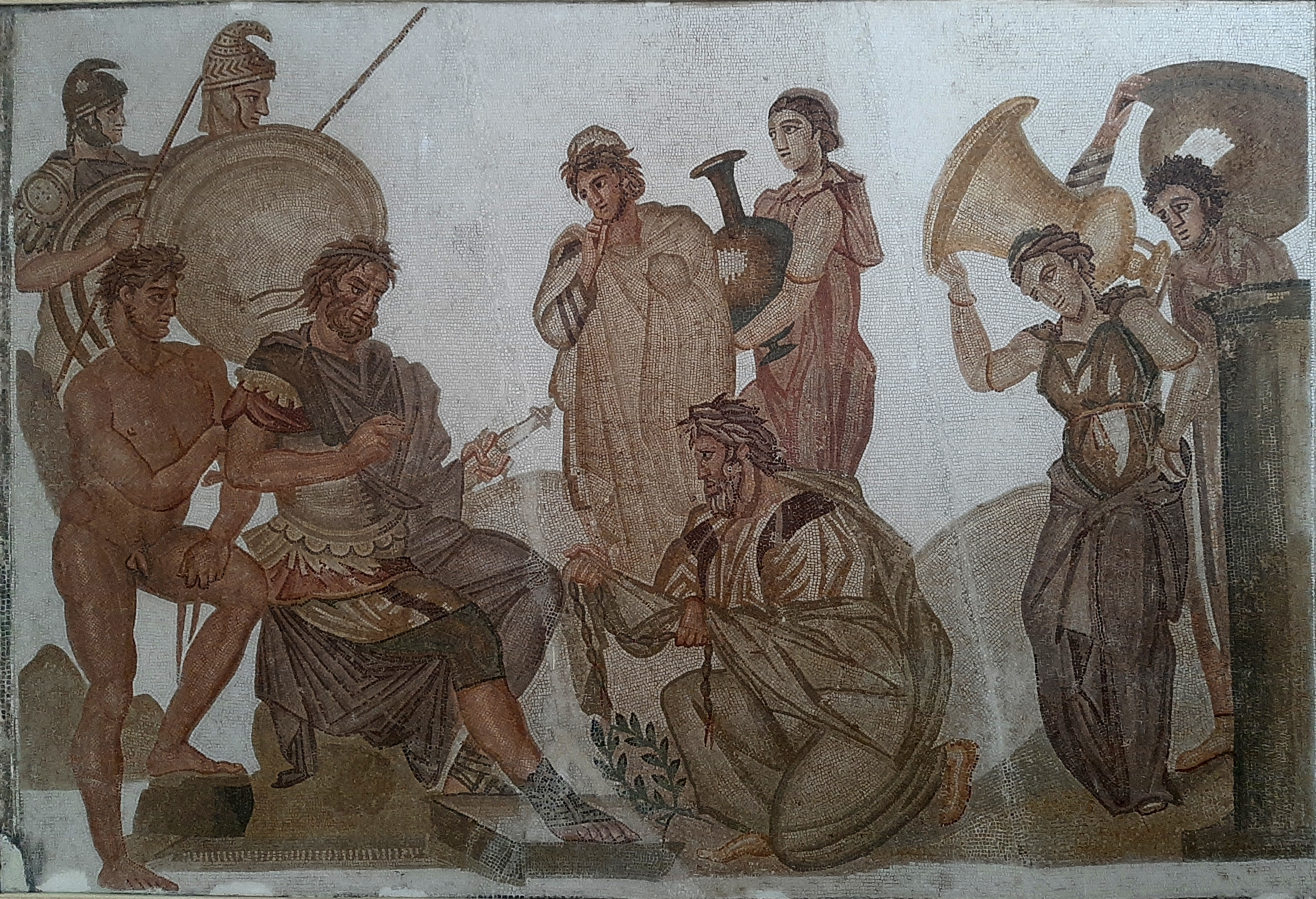
Agamemnon-Mosaik

Das Museum von Nabeul (arabisch متحف نابل, DMG Matḥaf Nābul) ist ein archäologisches Museum im Zentrum der nordosttunesischen Küstenstadt Nabeul. Nach dem Bardo-Museum in Tunis und dem Archäologischen Museum von Sousse ist es eines der bedeutendsten Museen des Landes.

## Sammlung
Das im Jahr 1984 eingeweihte Museum beschäftigt sich nahezu ausschließlich mit Funden aus der Umgebung des Kap Bon, vor allem mit denen aus der ca. 2 km südwestlich der heutigen Stadt Nabeul gelegenen und größtenteils bei einem Tsunami infolge eines Erdbebens bei Kreta im Jahr 365 versunkenen antiken Stadt ‚Neapolis‘. Zu erwähnen sind vorrangig zahlreiche gut erhaltene Mosaiken aus römischer Zeit, aber auch steinerne und keramische Funde sind von Bedeutung.

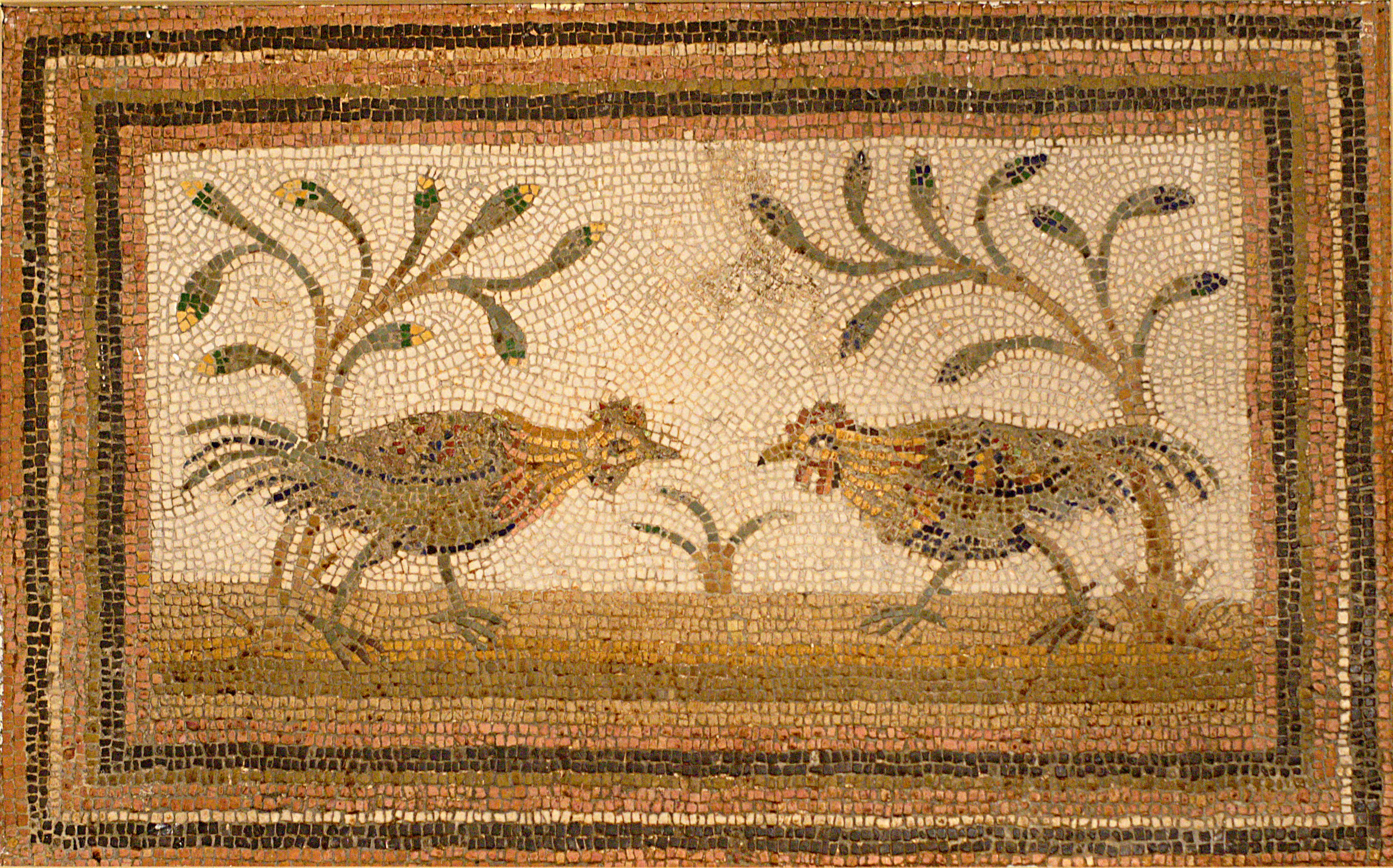
Streithähne
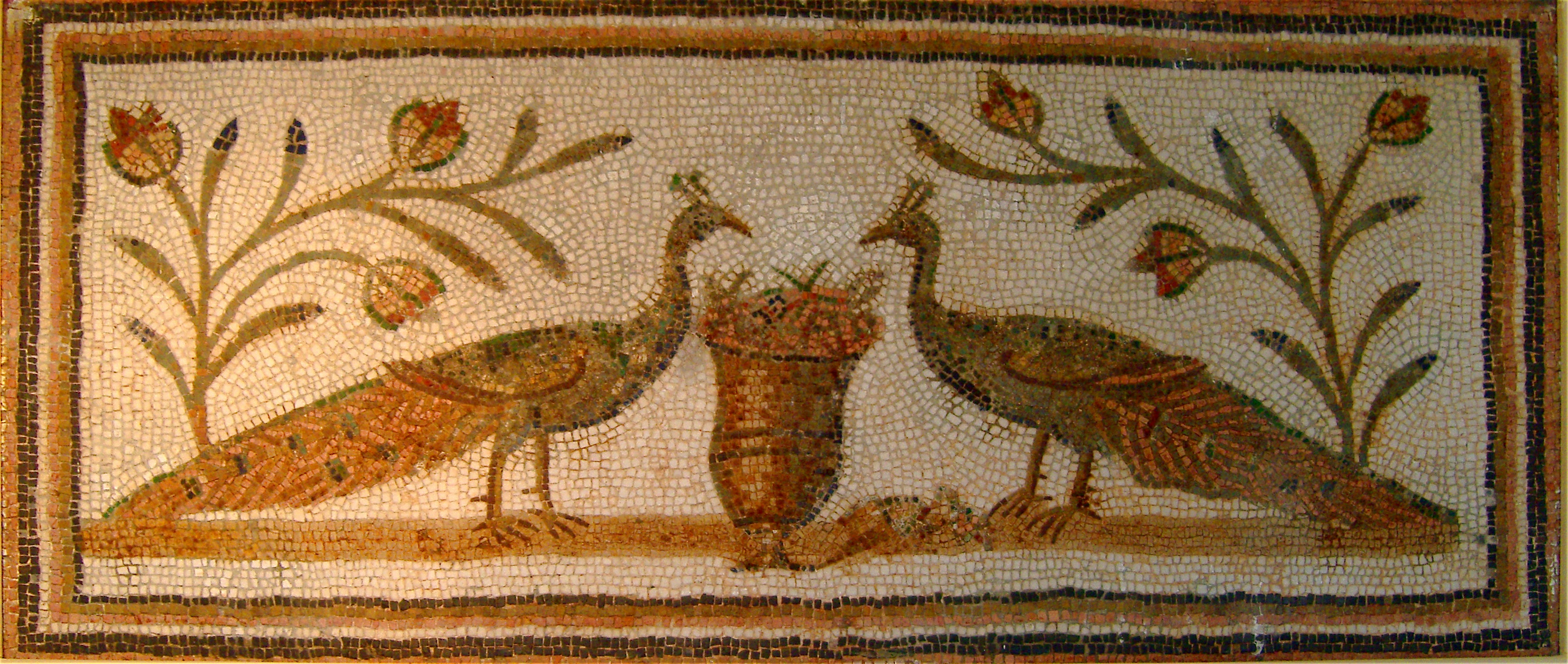
Pfauen mit Vase
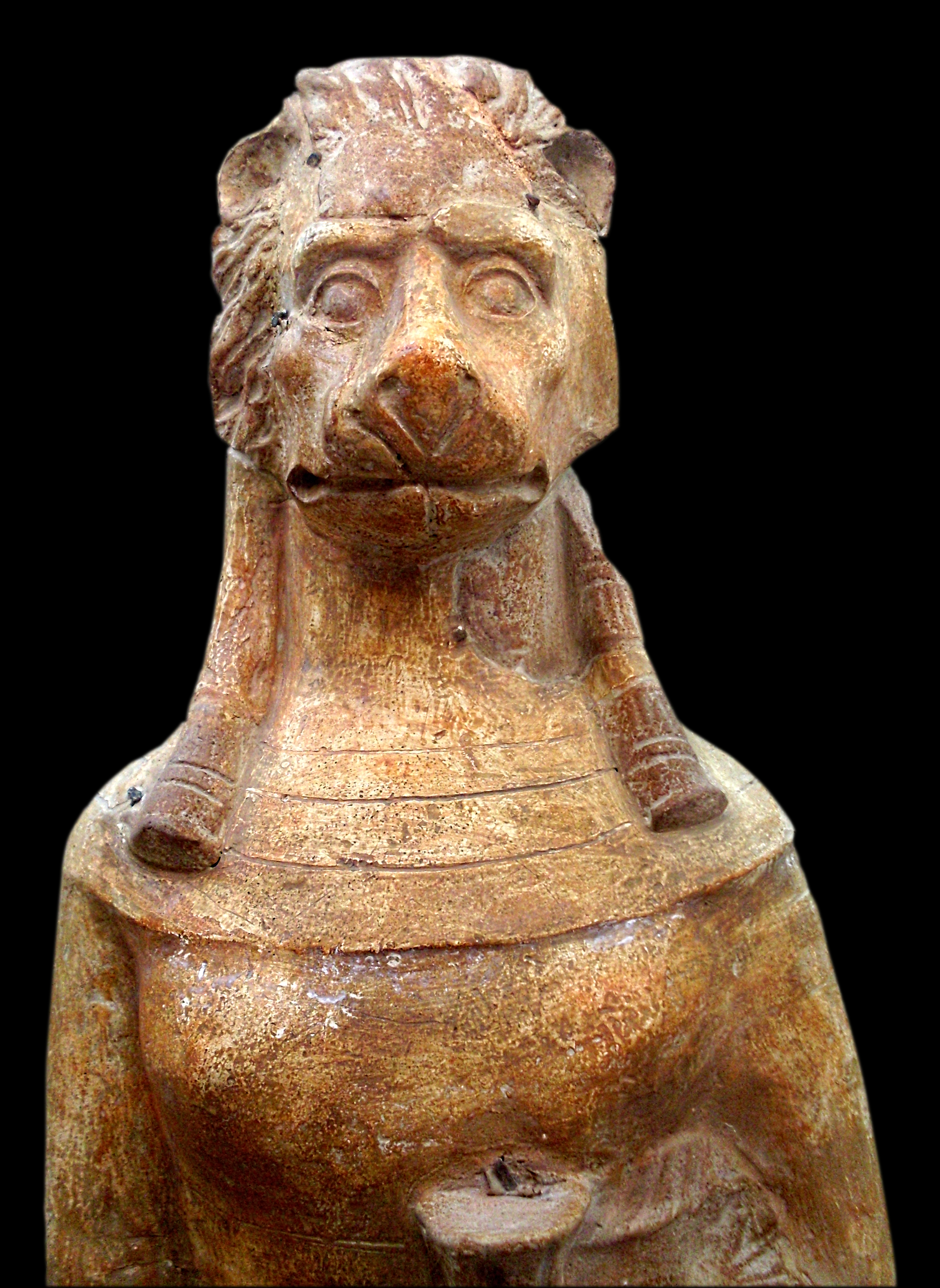
Gottheit mit Löwenkopf
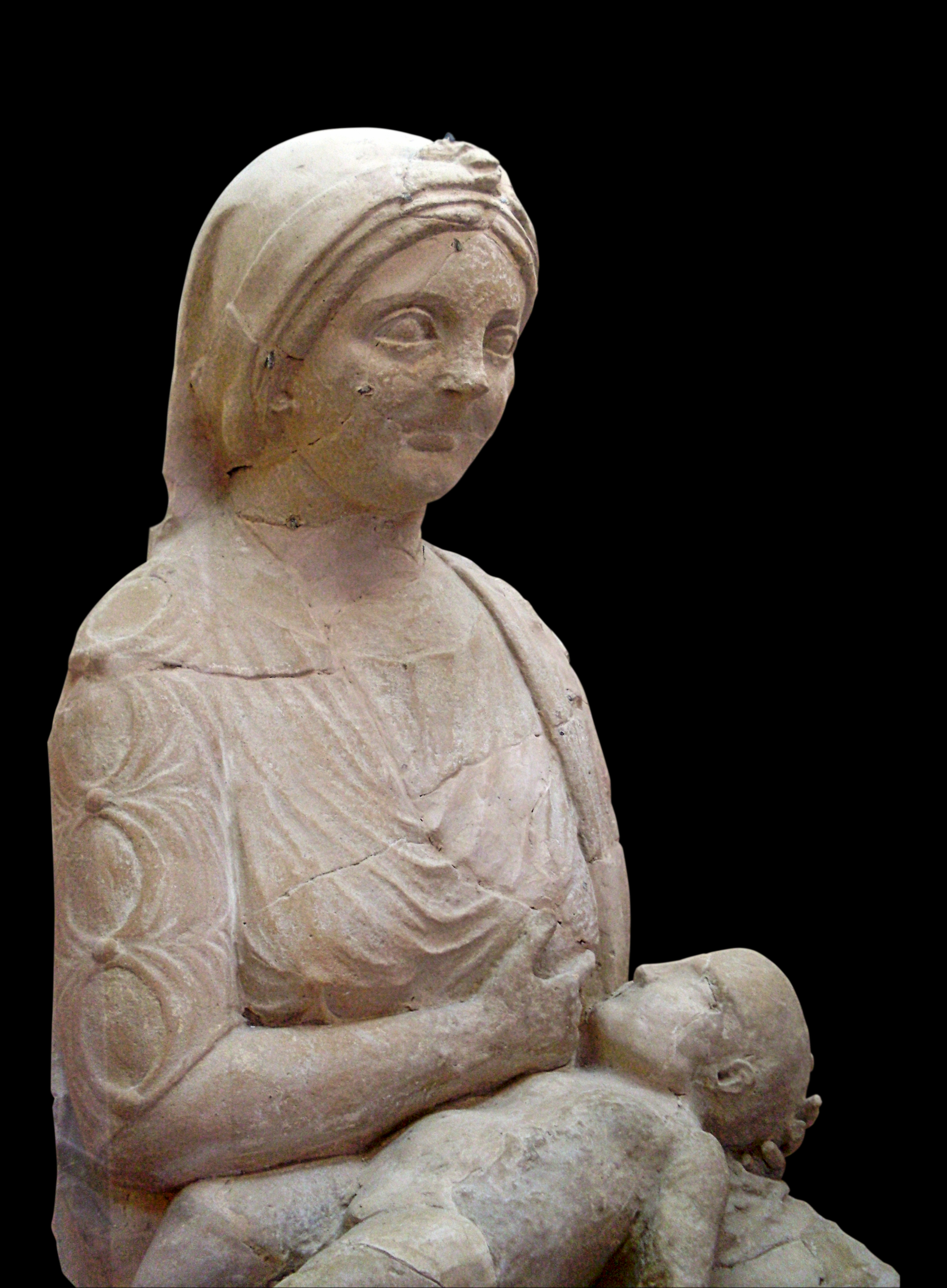
Mutter mit Kind